# 28829 Abelsky
28829 Abelsky è un asteroide della fascia principale. Scoperto nel 2000, presenta un'orbita caratterizzata da un semiasse maggiore pari a 2,5122404 UA e da un'eccentricità di 0,1814246, inclinata di 3,86715° rispetto all'eclittica.